# 系統性偏差
系统性偏差又称制度性偏差，是指某個过程有支持某種特定结果的内在倾向。该词一般用於人类社會上的某些机构和組織。系统性偏见在系统性种族主义中起着一定的作用。